# 桜井古墳
桜井古墳（さくらいこふん）は、福島県南相馬市原町区上渋佐に所在する古墳時代前期築造の前方後方墳。周辺の古墳群との関係から「桜井古墳群1号墳」とも称される。国の史跡に指定されている。

## 桜井古墳

### 立地
桜井古墳は、福島県の通称浜通り地方の北部、南相馬市原町区の中心市街の北東に位置し、西の阿武隈高地から東の太平洋に流下する新田川南岸の標高10メートルの低台地（河岸段丘縁辺部）に立地する。緯度は北緯37度38分29秒、経度は東経140度59分29秒である。なお、桜井古墳を中心に河岸段丘上を東西約900メートルの範囲にわたって古墳群が広がり、大小37基の古墳が確認されている。これは、一般に「桜井古墳群」として一括して呼称されている（詳細は後述）。
周囲の土地利用は、北側氾濫原が水田、古墳群の所在する段丘縁辺部は林、畑地および宅地で、南側一帯は住宅地と農地が混在している。
なお、本古墳北東の金沢地区には7世紀から9世紀にかけての製鉄遺跡として著名な長瀞遺跡、真野川水系の鹿島区寺内地区には国の史跡に指定された真野古墳群（古墳時代中期・後期）、同じく横手地区には横手古墳群がある。

### 概要
本古墳の名称は、原町区上渋佐の通称「桜井」と称せられる地域に所在することに由来する。
1955年（昭和30年）の大塚初重を中心とする明治大学考古学研究室による測量調査が契機となり、当時としては日本列島で最も北に所在し、東北地方最大の規模をもつ前方後方墳として注目を浴びた。
測量調査の結果、前方部を西に面する前方後方型の墳丘を呈し、主軸の長さは74.5メートル、高さは6.8メートルの規模を有することが判明した。現在では、東北地方第4位の規模をもつ前方後方墳である。撥（バチ）形をなす前方部は幅27メートル、高さ4.5メートル規模の無段築成、一辺45メートルの矩形をなす後方部は三段築成で造られており、周溝をともなっている。陸橋や墓道も確認された。
1983年（昭和58年）原町教育委員会による範囲調査が行われた。その結果、周濠が周囲をめぐっていることが分かり、幅7～20メートル、深さ60～70センチメートルと確認され、1988年（昭和63年）6月周濠を含む地域が史跡に指定された。墳丘長72メートル、後方部幅45メートル、長さ42メートルのほぼ方形で、高さ6.35メートル、前方部は長さ32メートル、前方部前幅23メートル、高さ3メートルある。
後方部の南側の一部は後世削られてしまっていたことも判明したが、古式の前方後方墳としてはきわめて整正な形態を残している。葺石や埴輪はともなっていないが、後方部の頂上には埋葬施設として2基の割竹形木棺が並べられて安置されている痕跡を確認した。ただし、遺跡保護の観点から当該部の発掘調査は実施されておらず、詳細は不明である。
底部穿孔（底部に穴をあけた）の壺や二重口縁の壺が出土しており、これらの出土遺物や撥形をなす前方部の形状などから古墳時代前期の築造と推定される。年代的には4世紀後半から5世紀初頭が想定される。埋葬された人物は、古墳の立地や築造年代からも新田川流域を治めていた浮田国造の初祖・鹿我別命だったと考えられる。しかし、2箇所の棺の痕跡は何を意味するのかなど今後究明すべき点も多い。
本古墳は、東北地方における古墳文化の様相を示す考古資料として学術的な価値が高いとして、測量調査のわずか1年後、1956年（昭和31年）11月7日に国の史跡に指定された。
なお、1988年（昭和63年）には原町市教育委員会（当時）の範囲確認調査をもとに、未指定だった前方部の一部と周溝部が追加指定されている。

### 遺跡性格
今のところ、浜通り地方最大の古墳はいわき市の玉山1号墳であり、桜井古墳はそれに次ぐ規模を有している。中通り地方最大の大安場古墳の事例と併せ検討すると、同じ福島県内でも会津地方では前方後円墳が卓越するのに対して、中通り地方および浜通り地方ではそれとは異なる様相を呈している。これは、前方後方墳をさかんに築造した北関東地方とくに下野（現在の栃木県）および常陸（現在の茨城県）との濃密な文化交流も考慮される。

## 桜井古墳群
桜井古墳群は、新田川に沿って東西に長狭なかたちに広がり、桜井古墳を含む東側の「上渋佐支群」と西側の「高見町支群」とに大別される。桜井古墳（1号墳）は両支群のほぼ中央（上渋佐支群のなかでは西端に近い場所）に位置しており、編年上も古墳群のなかで最も古い年代が想定されている。
上渋佐支群は、前方後方墳1基、方墳1基、円墳9基、土坑墓1基で構成される。
高見町支群は、広がりとしては上渋佐支群の半分以下の範囲でしかないが、前方後方墳1基、円墳20基、方墳1基、土坑墓5基で構成され、古墳の数では上渋佐支群を上まわっている。両支群の間にはスギ林が広がっている。
上渋佐支群7号墳は、一辺27.5メートル、高さ3.3メートルの方墳である。方墳としては東北地方でも規模の大きい部類に属する。1999年（平成11年）に発掘調査がおこなわれた。周溝は全体的に不整形をなし、墳丘の平坦面の真下に墓穴が二段で掘り込まれている。この築成法は北陸地方の前期古墳に特徴的であり、墓穴に納められた棺は板材を組み合わせた箱形の組合わせ式木棺で、その両端で白色粘土塊を確認している。棺のなかからは銅鏡が布に包まれた状態で出土している。年代的には、桜井古墳群のなかでは1号墳（桜井古墳）とともに最古の部類に属しており、上述の調査結果は未調査の1号墳主体部の様子を示唆するものとも言われる。東北地方の古墳では銅鏡の出土例は他に類例が少ないところから、2000年（平成12年）には市の指定史跡になっている。なお、1999年には上渋佐支群2号墳、3号墳、13号墳の調査もおこなわれている。
上渋佐支群2号墳は、1号墳（桜井古墳）の前方部のすぐ西、上渋佐支群の西端にあり径20メートルの円墳である。墳頂には割竹形木棺と推定される痕跡がある。5世紀の築造と考えられる。

## 現状
1994年、当時の原町市は、貴重な文化財を後世まで保存し、市民の憩いの場として活用しようと「桜井古墳保全整備事業」に着手した。桜井古墳（桜井古墳群1号墳）は、発掘調査の結果をもとに前方部は無段、後方部を三段に復原した。この際、削平を受けた後方部南端部分も復原されている。周辺の古墳群も保存整備を加え、福島県内初の本格的な史跡公園「桜井古墳公園」が完成した。
2003年5月18日、原町市制施行50周年記念事業のひとつとして公園の開園式が行われた。なお、この日は同古墳公園を起点として歴史愛好家が市内の文化財を散策する「文化財ウォークラリー」や邦楽コンサートなどの行事も催された。
駐車場の一角に設けられた管理棟には、コンピューターグラフィックスによる古墳の解説ビデオや文化財学習のための映像設備が設けられている。

## 所在地およびアクセス
〒975-0034
 福島県南相馬市原町区上渋佐字原畑
- JR東日本-常磐線-原ノ町駅より自動車で10分。